# Phare de Lepsøyrevet
Le phare de Lepsøyrevet (en norvégien : Lepsøyrevet fyr)  est un ancien phare côtier de la commune de Haram, dans le Comté de Møre og Romsdal (Norvège). Désactivé en 2014, il était géré par l'administration côtière norvégienne (en norvégien : Kystverket).
Le phare est classé patrimoine culturel par le Riksantikvaren depuis 2017.

## Histoire
Le phare se trouve sur le récif de Lepsøy, en bout d'une jetée de 220 mètres de long. Le phare a été établi en 1879 pour remplacer le bateau-phare Lepsøyrev. Il a été électrifié en 1930 et automatisé en 1956.
De 2009 à 2014, l'association Lepsøyrevets Fyrvenner a effectué la restauration du bâtiment. Après sa désactivation en 2014, les logements sont devenus des locations. Il marquait la présence d'un récif dangereux.

## Description
Le phare  est une tour octogonale en pierre à de 12 mètres de haut, avec la lanterne sur le côté mer. L'édifice est peint en blanc et la lanterne est rouge.
Identifiant : ARLHS : NOR-154 ; ex-NF-3376 - ex-Amirauté : L0820 - ex-NGA : 6176 .
|          |
| Le phare |

|          |
| Le phare |

### Lien connexe
- Liste des phares de Norvège